# Fire Island (film)
Fire Island è un film del 2022 diretto da Andrew Ahn.
La pellicola è un libero adattamento di Orgoglio e pregiudizio di Jane Austen, ambientato nel panorama del turismo gay di Fire Island.

## Trama
Un gruppo di amici passano una settimana a Fire Island, isola nota per i suoi villaggi vacanza gay. Il film è diviso in capitoli per ogni giorno della settimana.
Il giovedì, Noah per poco non perde il traghetto da Sayville (Long Island, NY) per Fire Island Pines, e il gruppo si riunisce con Erin, la “mamma” del gruppo. Qui, Erin rivela che dovrà vendere la casa di Fire Island, rendendo questa la loro ultima settimana insieme lì. Noah convince Howie ad andare a letto con qualcuno entro la fine della settimana, e finché non ci riuscirà, Noah giura che non andrà a letto con nessuno. Quella sera il gruppo va al Blue Whale, il più grande bar di Fire Island, e incontra Charlie e due dei suoi amici ricchi, Will e Cooper. Howie e Charlie si piacciono e Charlie invita il gruppo a casa sua. Mentre Charlie e Howie si avvicinano, Luke e Keegan si ubriacano e danno spettacolo e Noah sente accidentalmente Will criticare il loro comportamento.
Il venerdì, Noah torna a casa di Will e Charlie per recuperare un Howie coi postumi della sbornia, per poi invitare Charlie e i suoi amici a cena da Erin. Al supermercato dell’isola Noah incontra Dex e i due flirtano. Dopo aver visto che a Will non piace Dex, Noah invita a cena anche lui. Charlie, Cooper e Will arrivano per cena e Noah e Will si ritrovano a parlare di libri, cosa che sorprende Noah. Dex arriva, mettendo Will visibilmente a disagio. Dex e Noah flirtano e si baciano, ma vengono interrotti.
Il sabato, Howie rivela ai ragazzi di aver baciato Charlie. Il gruppo si prepara per il settimanale underwear party a Cherry Grove. Alla festa, i ragazzi fanno uso di varie droghe. Cooper, dopo aver visto Noah e Will ballare insieme, rivela a Noah di essere interessato a Will e lascia intendere di volerlo solo per sé. Noah assicura a Cooper che Will non gli piace.
Poco dopo, Noah incontra Dex. I due si dirigono nella dark room, ma Noah si distrae vedendo Will e colpisce accidentalmente Dex sul naso. Questo porta ad un faccia a faccia tra Cooper, Will, Noah e Dex, e proprio in quel momento Noah vede Charlie baciare qualcuno che non è Howie. Noah deve poi risolvere il disastro che segue il party, ovvero amici che hanno abusato di troppe droghe e un Howie distrutto. Quando poi i ragazzi se ne vanno senza di lui ad un afterparty, Noah è costretto ad arrivarci a piedi insieme a Will e i due litigano. Noah lo accusa di essere un rigido moralista, e Will dice a Noah che lui è presuntuoso, anche quando finge di non esserlo. All’afterparty in Pines, Howie e Noah litigano, e Howie solleva varie questioni quali dismorfofobia, razzismo nella comunità queer, classismo, e poi dice a Noah che le loro esperienze non sono uguali solo perché sono entrambi gay e asiatici.
Il giorno dopo Noah viene svegliato da Erin, Keegan e Max, che gli consegnano una lettera da parte di Will in cui si scusa del suo comportamento. Inoltre gli spiega che Dex ha ferito qualcuno vicino a Will e perciò di non fidarsi di lui perché non è quello che sembra. Dopo averla letta, Noah si accorge che Charlie è arrivato per parlare con Howie. Quando poi il ragazzo se ne va, Howie si butta in piscina. Spiega poi al gruppo che Rhys, l’ex di Charlie, ha la malattia di Lyme e che Charlie vuole stargli vicino.
Nel pomeriggio, Noah si imbatte in Will in un bar. Quest’ultimo gli mostra il profilo Instagram di Dex, mostrandogli che lui posta foto sexy con tag attivisti (come "Black Lives Matter" e "Stop Asian Hate") solo per attirare l’attenzione. I due continuano a parlare e Will finisce poi sul palco per una gara di ballo. Il giorno dopo passano la mattinata insieme.
Più tardi, il gruppo va in un altro locale dove Howie canta al karaoke. Qui, Noah e Howie fanno pace. Le cose precipitano quando Erin riceve un video trovato online da un amico in cui Luke e Dex sono a letto insieme. Noah si prepara ad affrontare Dex ma Will usa le sue competenze legali per convincere Dex a togliere il video, caricato senza il consenso di Luke, altrimenti rischia di finire in prigione. Dex acconsente e Noah è molto impressionato dalle capacità di Will. Mentre passeggiano insieme sulla spiaggia, la scintilla tra di loro diventa evidente.
Il giorno dopo, Howie dice a Noah che vuole lasciare l’isola perché, nonostante la sua apparente indifferenza, non riesce a sopportare di vedere Charlie e Rhys insieme. Noah corre a casa di Charlie per spiegargli la situazione e Charlie si rende conto che Howie gli piace davvero. Con l’aiuto degli amici di Noah e di Will, il gruppo dirotta un taxi d’acqua per raggiungere Howie visto che il suo traghetto era già partito. Charlie riesce a raggiungerlo in tempo e a dirgli cosa prova per lui, e così i due si baciano di nuovo.
Il gruppo, che ora comprende anche Charlie e Will, guarda il tramonto insieme. Noah e Will ballano insieme e finalmente si baciano. Gli amici poi li raggiungono per festeggiare.

## Produzione

### Sviluppo
Il 25 settembre 2019 è stato annunciato che la piattaforma streaming Quibi avrebbe realizzato una serie intitolata Trip, ideata, scritta ed interpretata da Joel Kim Booster. L'11 marzo successivo il progetto è stato ufficializzato, con Jax Media come casa produttrice. Il 15 aprile 2020 Bowen Yang è stato scelto per interpretare il co-protagonista accanto a Booster e i due avrebbero recitato nei ruoli di due migliori amici gay in vacanza a Fire Island. Stephen Dunn avrebbe dovuto dirigere la serie, ma il progetto fu accantonato dopo la chiusura di Quibi il 1º dicembre 2020.
Il 30 giugno 2021 è stato annunciato che Searchlight Pictures aveva acquistato la sceneggiatura di Booster per realizzarne un film intitolato Fire Island. Andrew Ahn ha rimpiazzato Dunn come produttore e nel luglio dello stesso anno Margaret Cho si è unita al cast. Due mesi più tardi è stata ufficializzata la presenza nel film di Conrad Ricamora, James Scully, Matt Rogers, Tomas Matos, Torian Miller e Nick Adams.

### Riprese
Le riprese principali si sono svolte tra New York e Fire Island dal 12 agosto al settembre 2021.

## Promozione
Il primo trailer di Fire Island è stato pubblicato il 26 aprile 2022.

## Distribuzione
Il film ha esordito su Hulu il 3 giugno 2022. In Italia è stato distribuito il 17 giugno dello stesso anno su Disney+.

## Accoglienza
Fire Island è stato accolto positivamente dalla critica. L'aggregatore di recensioni Rotten Tomatoes riporta il 93% delle recensioni positive, con un punteggio di 7,3 su 10 basato sul parere di 27 critici. Metacritic riporta un punteggio di 79/100 basato su nove recensioni.

## Riconoscimenti
- 2023 - Primetime Emmy Awards [13]
  - Candidatura per migliore film per la televisione
  - Candidatura per miglior sceneggiatura per una miniserie, serie antologica o film TV a Joel Kim Booster